# Dreistrahliges Flugzeug

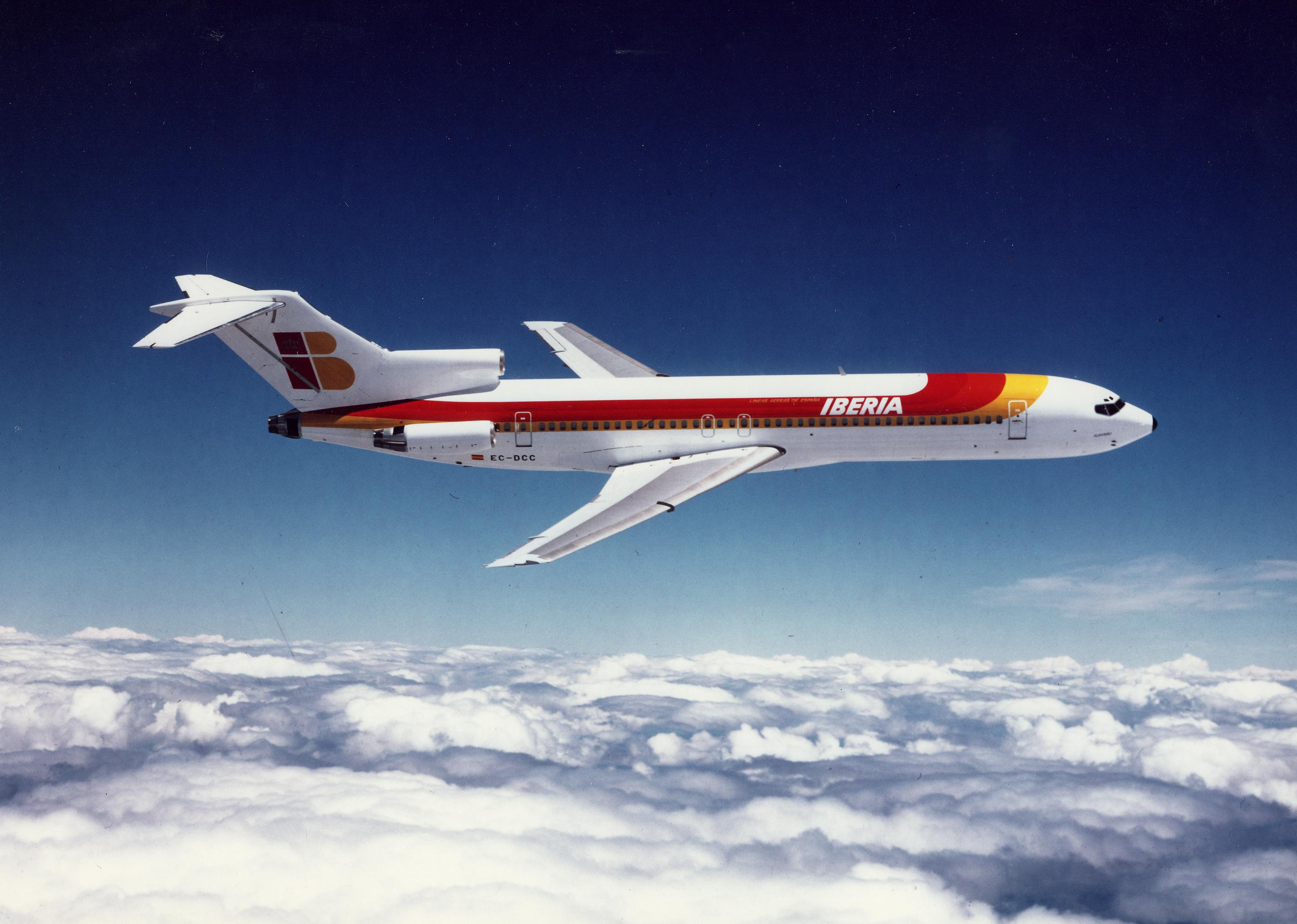
Boeing 727-Passagierflugzeug von Iberia mit drei Triebwerken

Bei dreistrahligen Flugzeugen (englisch trijet) sind typischerweise zwei der Strahltriebwerke seitlich am hinteren Rumpf oder unter den Tragflächen befestigt; das mittlere Triebwerk ist bei fast allen Modellen unterhalb des Seitenruders angebracht. Im Jahre 2010 waren weltweit etwa 3200 Trijets im zivilen und etwa 60 im militärischen Bereich im Einsatz, darunter die Schmalrumpfflugzeuge Boeing 727, Jakowlew Jak-40 und Jak-42 sowie Tupolew Tu-154, die Großraumflugzeuge DC-10, MD-11 und L-1011 sowie Geschäftsreiseflugzeuge der Dassault-Falcon-Familie.

## Geschichtliche Entwicklung

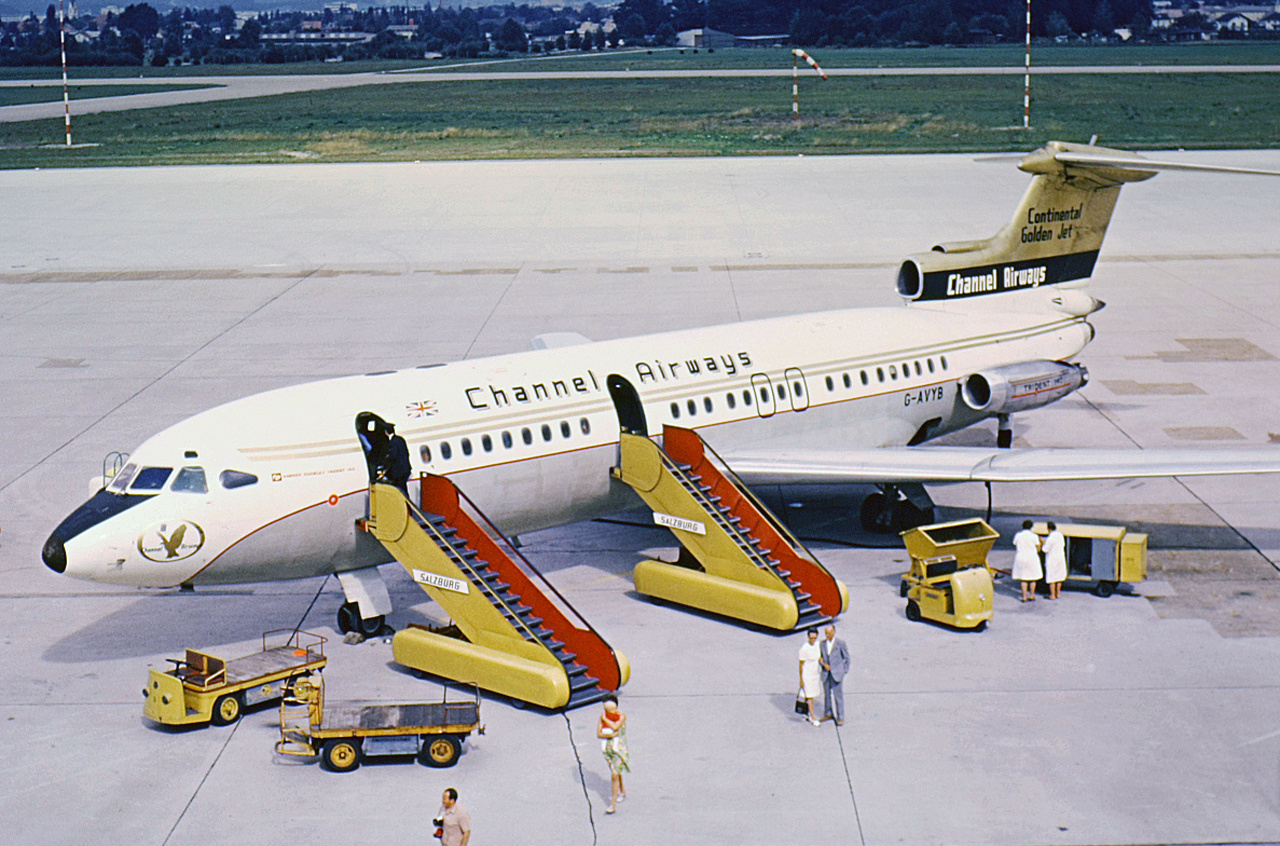
HS Trident 1E – ein dreistrahliges, britisches Kurz- und Mittelstreckenflugzeug der 1960er und 1970er Jahre

Dieser Typus war bei Mittelstreckenflugzeugen und Langstreckenflugzeugen während der 1970er und 1980er Jahre verbreitet. Anfang der 1960er Jahre fand die dreistrahlige Bauweise zunächst Verwendung für größere Kurz- und Mittelstreckenflugzeuge (Boeing 727, Hawker Siddeley Trident, später auch Tupolew Tu-154). Mit dem Aufkommen der Großraumflugzeuge (Indienststellung der Boeing 747 im Jahr 1970) wurden auch größere Modelle mit drei Triebwerken ausgerüstet. Zwischen dem Beginn der 1970er Jahre (DC-10) und Anfang der 1980er Jahre waren die großen dreistrahligen Muster DC-10 und Lockheed TriStar von aufkommensschwachen Langstrecken nicht wegzudenken und bedienten gleichzeitig insbesondere in den USA starkfrequentierte Kurz- und Mittelstrecken. Für die Überquerung von Ozeanen waren damals zweistrahlige Muster nicht zugelassen (siehe ETOPS). Von drei statt vier Triebwerken versprach man sich größere Wirtschaftlichkeit. Schlossen die dreistrahligen Muster dabei zunächst die Lücke zwischen den kleineren älteren Vierstrahlern (im Wesentlichen DC-8 und Boeing 707) und der deutlich größeren Boeing 747, bildeten sie mit Ausmusterung der kleineren Vierstrahler den „Unterbau“ der Mittel- und Langstreckenflotten. Mitte der 1980er Jahre hatten sich allerdings zweistrahlige Flugzeuge wie die Boeing 767 als derart zuverlässig erwiesen, dass sie auch die Zulassung für transozeanische Einsätze erhielten. Dies war Anlass für die Fluggesellschaften, ihre in die Jahre gekommenen dreistrahligen Großraumflugzeuge durch modernere Maschinen (zunächst Boeing 767, später auch Airbus A330 und A340 und Boeing 777) zu ersetzen, die fast durchweg zwei-, seltener vierstrahlig waren. Die Anfang der 1990er Jahre als Überarbeitung der DC-10 eingeführte MD-11 konnte sich nicht längerfristig am Markt etablieren. Im Laufe der 1980er Jahre verschwand auch die Boeing 727 langsam von den Kurz- und Mittelstrecken.

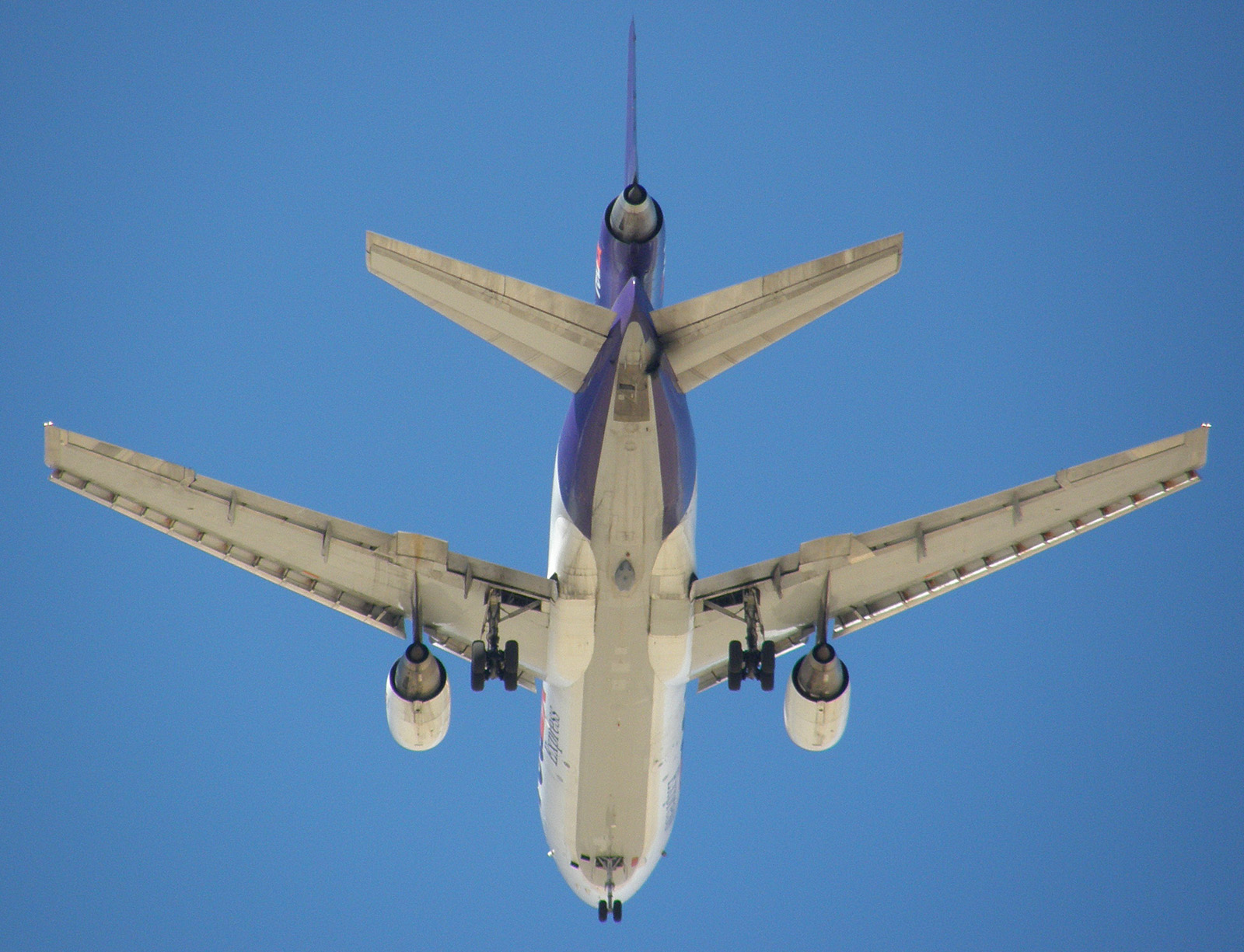
McDonnell Douglas-DC-10-Frachtflugzeug von FedEx mit drei Triebwerken

### Dreistrahler heute
Insbesondere in den westlichen Industrieländern sind heute nur noch wenige dreistrahlige Flugzeuge im Passagierdienst anzutreffen. Das häufigste Muster ist derzeit die MD-11. Die älteren DC-10 und Boeing 727 sind dagegen fast völlig von europäischen Flughäfen verschwunden und fliegen in den Passagierversionen heute fast nur noch in Entwicklungsländern. Sie wurden durch Twinjets ersetzt.
Im Luftfrachtbereich sind dagegen noch viele Dreistrahler im Einsatz, da nach ihrer Ausmusterung aus dem Passagierdienst viele DC-10 und insbesondere MD-11 zu Frachtmaschinen umgerüstet worden sind. Gerade der MD-11 kommt als recht modernem, wirtschaftlichen Flugzeug in dieser Hinsicht besondere Bedeutung zu. Größter Betreiber dreistrahliger Flugzeuge ist heute die US-Frachtfluggesellschaft Federal Express, die weltweit die größte Flotte der Muster Boeing 727, DC-10 und MD-11 unterhält. Auch im militärischen Bereich (Fracht-, Truppentransport, Luftbetankung) sind weiterhin dreistrahlige Muster anzutreffen (z. B. KC-10). Allerdings befindet sich heute kein dreistrahliges Passagierflugzeug mehr in Produktion. Neue Modelle werden nur noch im Bereich der Geschäftsreiseflugzeuge (Dassault Falcon 8X und Dassault Falcon 900) gebaut.

## Besondere Konstruktionsmerkmale

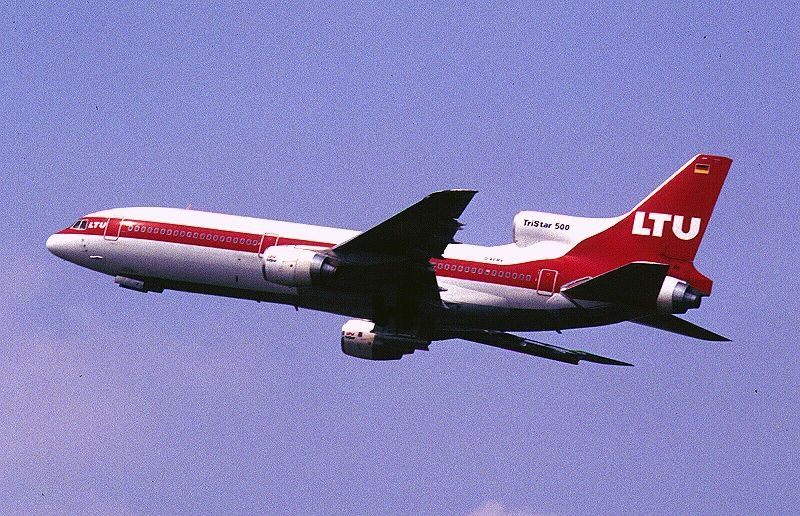
Lockheed TriStar der LTU mit S-förmigem Lufteinlass (engl. S-duct), der aus dem Leitwerk ins Heck führt

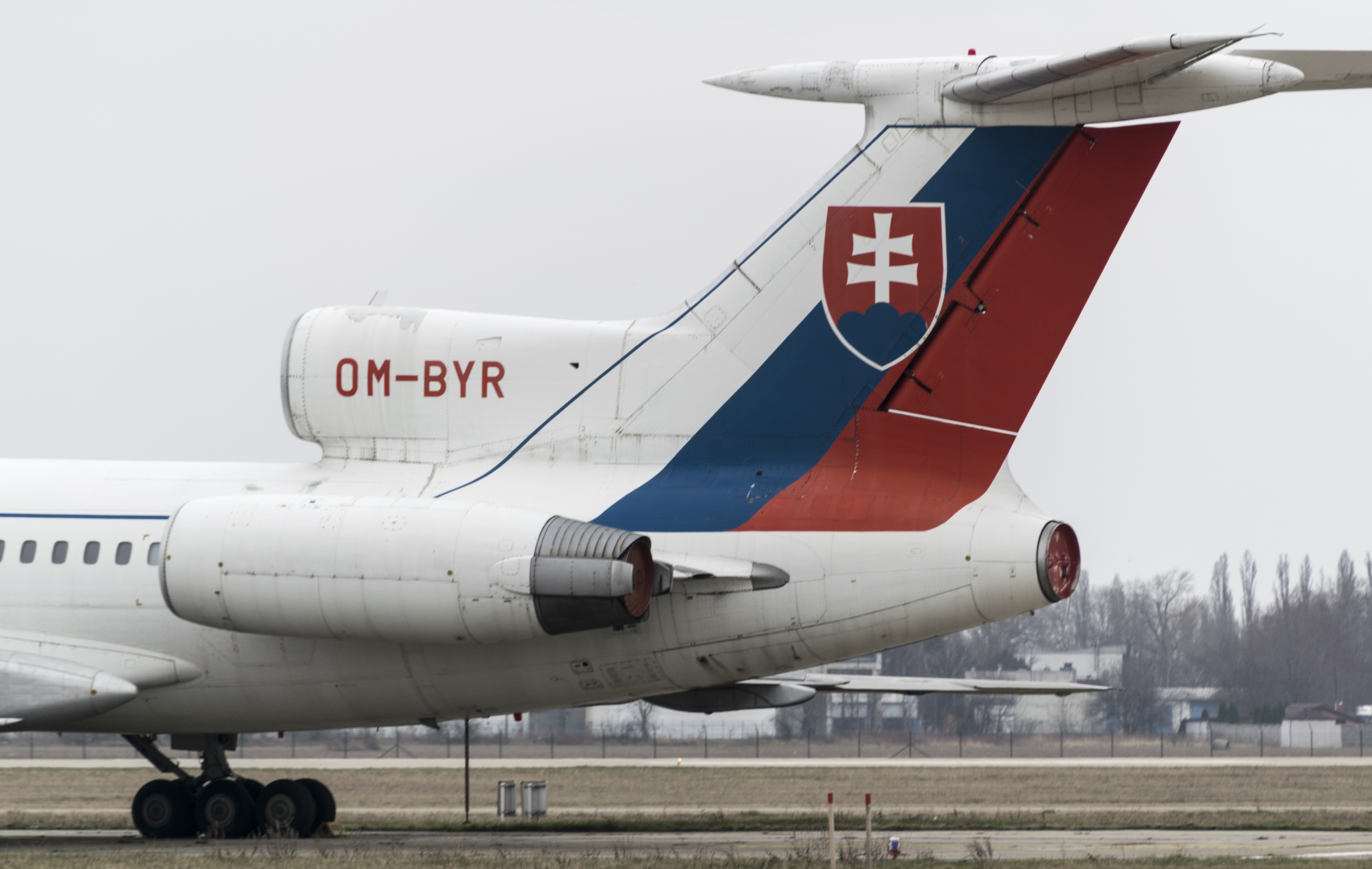
Leitwerk mit integriertem Triebwerk an einer Tu-154

Dreimotorige Flugzeuge erfordern grundsätzlich die Montage eines Triebwerkes an der Längsachse des Flugzeuges. Dies wirft bei Düsentriebwerken größere konstruktive Probleme auf als bei Propellermaschinen, wo wie bei der Junkers Ju 52/3m das mittlere Triebwerk direkt in die Rumpfnase integriert wurde. Die Positionierung des dritten Triebwerks wird generell als technisch schwierig eingeschätzt. Bei der Konstruktion dreistrahliger Passagierflugzeuge haben sich im Wesentlichen zwei Grundkonzepte für die Montage des mittleren Triebwerkes durchgesetzt:
1. Ein Triebwerk wird im Flugzeugheck montiert und der Lufteinlass befindet sich am unteren Ende der Seitenflosse.
2. Das Triebwerk sitzt unter der Seitenflosse in einer durchgehenden Röhre (Heckgondel), die vor ihr beginnt und hinter ihr endet.

### Der S-förmige Lufteinlass
Bei der Bauform (engl. als S-duct bezeichnet) befindet sich lediglich der Lufteinlass am vorderen Rand der Seitenflosse und führt in einem etwa S-förmigen Bogen ins Flugzeugheck, wo das eigentliche Triebwerk montiert ist. Den Auslass der Turbine bildet dann meist die Heckspitze. Das Triebwerk ist in das hintere Ende des Rumpfes integriert. Diese Bauform hat besonders starke Verbreitung gefunden und kommt bei diesen Passagierflugzeugen zum Einsatz:
- Boeing 727
- Dassault Falcon 50
- Dassault Falcon 900
- Dassault Falcon 7X
- Hawker Siddeley Trident
- Lockheed L-1011 TriStar (größtes je mit S-förmigem Einlass gebautes Flugzeug)
- Tupolew Tu-154
- Jakowlew Jak-40
- Jakowlew Jak-42

Mit Ausnahme der Lockheed TriStar wird der S-förmige Einlass dabei immer mit den beiden anderen Triebwerken am Rumpfheck kombiniert. Lediglich Lockheed entschied sich für eine Montage der beiden verbleibenden Triebwerke unter den Tragflächen. Eine der TriStar vergleichbare Triebwerksanordnung plante Boeing in den 1970er Jahren für eine verkürzte dreistrahlige Variante der Boeing 747, die aber nicht realisiert wurde.

### Die Heckgondel

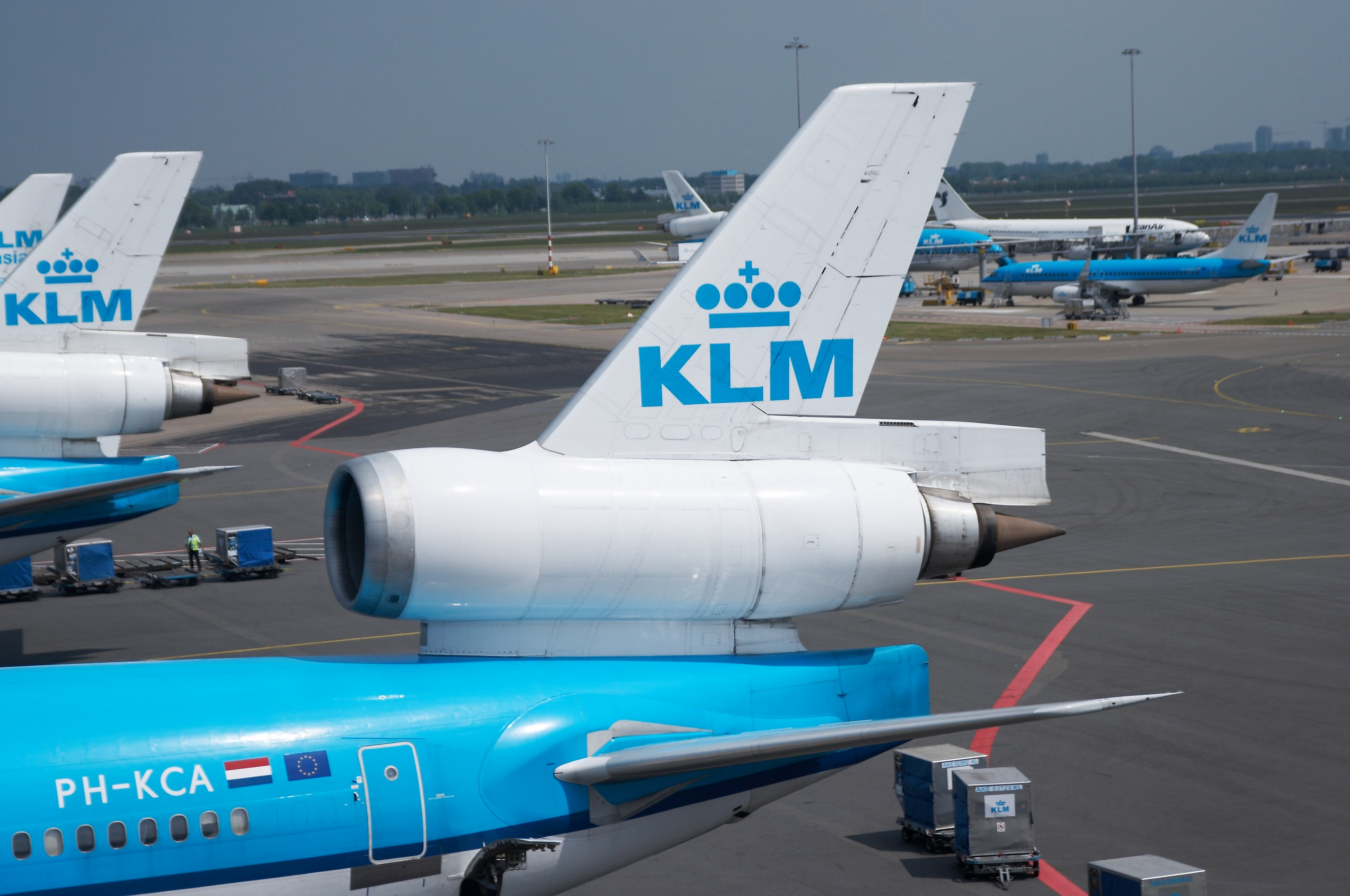
Triebwerk oberhalb des Rumpfhecks an einer MD-11 der KLM

Bei der Heckgondel handelt es sich um eine Triebwerksaufhängung, bei der die Seitenflosse komplett auf das Triebwerk aufgesetzt ist. Das mittlere Triebwerk ist dabei auf das Rumpfheck montiert und oberhalb der Gondel befindet sich das Seitenleitwerk. Diese Konstruktion fand im Wesentlichen für die Großraumflugzeuge DC-10 und MD-11 der amerikanischen Firma McDonnell Douglas Anwendung.

### Weitere Konstruktionen
Bei einigen Experimentaltypen (z. B. Sud-Ouest S.O.9000/9050) wurde das dritte Triebwerk direkt im Rumpf eingebaut.

## Künftige Entwicklungen
Eine künftige Produktion von Trijets im Bereich der Schmalrumpf- und Großraumflugzeuge ist unwahrscheinlich. Airbus S.A.S. ließ sich zwar eine Trijet-Konstruktion mit dem dritten Triebwerk in einer Gondel oberhalb des Rumpfhecks und mit einem doppelten Seitenleitwerk im Jahre 2008 patentieren, ob dieser Typ allerdings jemals produziert wird, ist sehr ungewiss.
Die Geschäftsflugzeuge Falcon 900 und Falcon 8X von Dassault Aviation werden voraussichtlich auch weiterhin mit drei Strahltriebwerken hergestellt. Neuentwicklungen anderer Hersteller sind momentan nicht angekündigt.
Boeing hat durch die Verschmelzung mit McDonnell Douglas im Jahre 1997 Entwürfe für eine neue Trijet-Familie mit der Bezeichnung MD-XX übernommen. Dieses Projekt einer größer dimensionierten und modernisierten DC-10 mit höherer Reichweite wurde allerdings 1996 beendet.
Seit 2004 experimentieren Boeing und die NASA mit der Boeing X-48, einem 6,4 m langen unbemannten dreistrahligen Experimentalflugzeug, um die Eigenschaften eines Blended Wing Body (BWB), einer speziellen Form des Nurflüglers, zu erproben.
Die Zukunft der russischen nicht von Kerosin, sondern von Wasserstoff oder Erdgas angetriebenen Tupolew Tu-155/156 ist unklar.

## Klassifizierung dreistrahliger Flugzeuge nach Einsatz, Abmessung und Produktion
Hinweis zur Tabelle: Zum schnellen Überblick sind die im Jahre 2012 eingesetzten Flugzeugtypen hellblau hinterlegt. Die Spalten lassen sich durch Anklicken der kleinen Pfeile in der Überschriftenleiste sortieren.
| Flugzeugtyp                                    | Bild         | Produktion (Zeitraum) | Stück Produktion (2012) | Stück einsatz- fähig (2012) | Land                           | Länge (von–bis) in m | Spannweite (von–bis) in m | Reichweite in km | Start- masse in t | Bemerkung |
| ---------------------------------------------- | ------------ | --------------------- | ----------------------- | --------------------------- | ------------------------------ | -------------------- | ------------------------- | ---------------- | ----------------- | --- |
| Boeing 727                                     | 727          | 1963–1984             | 1.832                   | 169                         | Vereinigte Staaten             | 40–46 m              | 32 m                      | 4.020 km         | 95 t              | Schmalrumpfflugzeug |
| Boeing C-22                                    | Boeing C-22B | 1963–1984             | 5                       | –                           | Vereinigte Staaten             | 40 m                 | 33 m                      | 3.220 km         | 77 t              | militärische Variante der Boeing 727-100/200                                                                                              |
| Boeing X-48                                    | X-48B        | 2004–                 | 2(?)                    | 1                           | Vereinigte Staaten             | 7 m (?)              | 6 m (?)                   |                  |                   | unbemanntes Experimentalflugzeug eines Blended Wing Body (BWB)                                                                            |
| Dassault Falcon 50                             | Falcon 50    | 1976–2008             | 352                     | 342+                        | Frankreich                     | 18 m                 | 18 m                      | 6.480 km         | 18 t              | Geschäftsreiseflugzeug |
| Dassault Falcon 900                            | Falcon 900   | 1984–                 | 500+                    | 500                         | Frankreich                     | 20 m                 | 19 m                      | 8.300 km         | 21 t              | Geschäftsreiseflugzeug |
| Dassault Falcon 7X                             | Falcon 7X    | 2001–?                | 200+                    | 200+                        | Frankreich                     | 23 m                 | 25 m                      | 11.000 km        | 31 t              | Langstrecken-Geschäftsreiseflugzeug, Serienproduktion ab 2005                                                                             |
| Hawker Siddeley Trident                        | Trident      | 1950er–1971 (ca.)     | 117                     | –                           | Vereinigtes Königreich         | 35–40 m              | 27–29 m                   | 4.600 km         | 68 t              | ursprünglich von de Havilland, Schmalrumpfflugzeug                                                                                        |
| Jakowlew Jak-40                                | Jak-40       | 1967–1981             | 1.011                   | 104                         | Russland (frühere Sowjetunion) | 20 m                 | 25 m                      | 1.450 km         | 16 t              | Kurzstreckenverkehrsflugzeug |
| Jakowlew Jak-42 Clobber                        | Jak-42       | 1979–2002             | 184                     | 57                          | Russland (frühere Sowjetunion) | 36 m                 | 34 m                      | 4.100 km         | 57 t              | Schmalrumpfflugzeug |
| Jakowlew Jak-141 Freestyle (=Yak-141, Yak-41M) | Yak-141 VTOL | 1987–1991             | 1                       | –                           | Russland (frühere Sowjetunion) | 19 m                 | 10 m                      | 2.100 km         | 19 t              | Überschall-VTOL-Kampfflugzeug, Prototyp; 1 Turbofan (Schub), 2 Turbojets (Hub)                                                            |
| Lockheed L-1011 TriStar                        | L-1011       | 1970–1984             | 250                     | 11                          | Vereinigte Staaten             | 50–54 m              | 47–50 m                   | 9.900 km         | 231 t             | Großraumflugzeug, Einsatz als Transporter und Tankflugzeug                                                                                |
| Martin XB-51                                   | XB-51        | 1949                  | 2                       | –                           | Vereinigte Staaten             | 26 m                 | 16 m                      | 1.730 km         | 28 t              | Bomber, Prototypen 1952 und 1956 durch Unfälle zerstört                                                                                   |
| McDonnell Douglas DC-10                        | DC-10        | 1968–1988             | 386                     | 79                          | Vereinigte Staaten             | 55 m                 | 47–50 m                   | 7.400 km         | 251 t             | Großraumflugzeug |
| McDonnell Douglas KC-10 Extender               | KC-10        | 1979–1990             | 60                      | 59                          | Vereinigte Staaten             | 55 m                 | 50 m                      | 7.080 km         | 267 t             | militärisches Großraumtank- und Transportflugzeug, Variante der DC-10                                                                     |
| McDonnell Douglas MD-11                        | MD-11        | 1988–2000             | 200                     | 173                         | Vereinigte Staaten             | 61 m                 | 51 m                      | 13.000 km        | 285 t             | Großraum-Passagier- und Frachtflugzeug |
| Sud Ouest SO.9000/9050 Trident I/II            | SO.9000      | 1953–1958             | 2                       | –                           | Frankreich                     | 13 m                 | 7 m                       |                  | 5 t               | militärischer Experimentaltyp mit zwei Strahl- und einem Raketentriebwerk                                                                 |
| Tupolew Tu-154 Careless                        | Tu-154       | 1968–2006             | 915                     | 83                          | Russland (frühere Sowjetunion) | 48 m                 | 37 m                      | 4.000 km         | 100 t             | Schmalrumpfflugzeug |
| Tupolew Tu-155 / 156                           | Tu-155       | 1988–1989, 2008       | 1                       | –                           | Russland (frühere Sowjetunion) | 48 m                 | 38 m                      | 4.800 km         | 100 t             | Varianten der Tu-154 mit Wasserstoff- und Erdgas-Antrieb, Testflüge der Tu-155 im Jahr 1989, Tu-156 nicht realisiert, Schmalrumpfflugzeug |